# Karl Kurzbauer
Karl Kurzbauer (* 6. April 1934 in Melk; † 16. Februar 2020) war ein österreichischer Politiker (ÖVP) und Zimmermeister. Kurzbauer war von 1972 bis 1993 Abgeordneter zum Landtag von Niederösterreich.
Kurzbauer absolvierte eine Lehre als Zimmermann und legte 1959 die Meisterprüfung ab. 1966 machte er sich selbständig. Er war von 1958 bis 1965 Bezirksobmann der Österreichischen Jugendbewegung und wurde 1965 zum Gemeinderat von Melk gewählt. Zwischen 1970 und 1972 hatte er das Amt eines Stadtrats inne, ab 1985 war er Vizebürgermeister, danach ab 1988 wieder Gemeinderat. Kurzbauer wurde 1978 zum ÖVP-Bezirksparteiobmann gewählt, zudem hatte er zwischen 1986 und 1996 das Amt des  Obmannstellvertreters des Verbandes Niederösterreichischer Gemeindevertreter der ÖVP inne. Des Weiteren war er in der Wirtschaftskammer aktiv und wurde zum Kommerzialrat ernannt. Kurzbauer vertrat die ÖVP vom 3. Februar 1972 bis zum 7. Juni 1993 im Landtag.